# Справка-доклад «О 28 панфиловцах»
Справка-доклад «О 28 панфиловцах» — создана в 1948 году, по материалам проверки Главной военной прокуратурой Союза ССР обстоятельств боя у разъезда Дубосеково.

## Материалы расследования Военной прокуратуры
В ноябре 1947 года Военной прокуратурой Харьковского гарнизона был арестован и привлечён к уголовной ответственности за измену Родине И. Е. Добробабин. Согласно материалам дела, будучи на фронте, Добробабин добровольно сдался в плен немцам и весной 1942 года поступил к ним на службу. Служил начальником вспомогательной полиции временно оккупированного немцами села Перекоп Валковского района Харьковской области. В марте 1943 года при освобождении этого района от немцев Добробабин как изменник был арестован советскими органами, но из-под стражи бежал, вновь перешёл к немцам и опять устроился на работу в немецкой полиции, продолжая активную предательскую деятельность, аресты советских граждан и непосредственное осуществление принудительной отправки рабочей силы в Германию.
При аресте у Добробабина была найдена книга о 28 героях-панфиловцах, и оказалось, что он числится одним из главных участников этого героического боя, за что ему и присвоено звание Героя Советского Союза. В ходе допроса Добробабина было установлено, что в районе Дубосекова он действительно был легко ранен и пленён немцами, но никаких подвигов не совершал, и всё, что написано о нём в книге о героях-панфиловцах, не соответствует действительности. В связи с этим Главная военная прокуратура СССР провела обстоятельное расследование истории боя у разъезда Дубосеково. Результаты были доложены Главным военным прокурором Вооружённых Сил страны генерал-лейтенантом юстиции Н. П. Афанасьевым Генеральному прокурору СССР Г. Н. Сафонову 10 мая 1948 года. На основании этого доклада 11 июня была составлена справка за подписью Сафонова, адресованная А. А. Жданову.
Впервые публично в достоверности истории о панфиловцах усомнился Э. В. Кардин, опубликовавший в журнале «Новый мир» (февраль 1966) статью «Легенды и факты». После этого, однако, он удостоился персональной отповеди от Леонида Брежнева, который назвал отрицание официальной версии «клеветой на героическую историю нашей партии и нашего народа».
В конце 1980-х годов последовал ряд новых публикаций. Важным аргументом стала публикация рассекреченных материалов расследования военной прокуратуры 1948 года. В 1997 году в журнале «Новый мир» за авторством Николая Петрова и Ольги Эдельман была опубликована статья «Новое о советских героях», в которой цитировался вывод справки «О 28 панфиловцах», что 10 мая 1948 года официальная версия подвига была изучена Главной военной прокуратурой СССР и признана литературным вымыслом.
В частности, в данной справке содержатся показания бывшего командира 1075-го стрелкового полка И. В. Капрова:

…Никакого боя 28 панфиловцев с немецкими танками у разъезда Дубосеково 16 ноября 1941 года не было — это сплошной вымысел. В этот день у разъезда Дубосеково в составе 2-го батальона с немецкими танками дралась 4-я рота, и действительно дралась геройски. Из роты погибло свыше 100 человек, а не 28, как об этом писали в газетах. Никто из корреспондентов ко мне не обращался в этот период; никому никогда не говорил о бое 28 панфиловцев, да и не мог говорить, так как такого боя не было. Никакого политдонесения по этому поводу я не писал. Я не знаю, на основании каких материалов писали в газетах, в частности в «Красной звезде», о бое 28 гвардейцев из дивизии им. Панфилова. В конце декабря 1941 года, когда дивизия была отведена на формирование, ко мне в полк приехал корреспондент «Красной звезды» Кривицкий вместе с представителями политотдела дивизии Глушко и Егоровым. Тут я впервые услыхал о 28 гвардейцах-панфиловцах. В разговоре со мной Кривицкий заявил, что нужно, чтобы было 28 гвардейцев-панфиловцев, которые вели бой с немецкими танками. Я ему заявил, что с немецкими танками дрался весь полк и в особенности 4-я рота 2-го батальона, но о бое 28 гвардейцев мне ничего не известно… Фамилии Кривицкому по памяти давал капитан Гундилович, который вёл с ним разговоры на эту тему, никаких документов о бое 28 панфиловцев в полку не было и не могло быть. Меня о фамилиях никто не спрашивал. Впоследствии, после длительных уточнений фамилий, только в апреле 1942 года из штаба дивизии прислали уже готовые наградные листы и общий список 28 гвардейцев ко мне в полк для подписи. Я подписал эти листы на присвоение 28 гвардейцам звания Героя Советского Союза. Кто был инициатором составления списка и наградных листов на 28 гвардейцев — я не знаю.

Приведены также материалы допроса корреспондента Коротеева (проясняющие происхождение числа 28):

Примерно 23—24 ноября 1941 года я вместе с военным корреспондентом газеты «Комсомольская правда» Чернышёвым был в штабе 16-й армии… При выходе из штаба армии мы встретили комиссара 8-й панфиловской дивизии Егорова, который рассказал о чрезвычайно тяжёлой обстановке на фронте и сообщил, что наши люди геройски дерутся на всех участках. В частности, Егоров привёл пример геройского боя одной роты с немецкими танками, на рубеж роты наступало 54 танка, и рота их задержала, часть уничтожив. Егоров сам не был участником боя, а рассказывал со слов комиссара полка, который также не участвовал в бою с немецкими танками… Егоров порекомендовал написать в газете о героическом бое роты с танками противника, предварительно познакомившись с политдонесением, поступившим из полка…
В политдонесении говорилось о бое пятой роты с танками противника и о том, что рота стояла «насмерть» — погибла, но не отошла, и только два человека оказались предателями, подняли руки, чтобы сдаться немцам, но они были уничтожены нашими бойцами. В донесении не говорилось о количестве бойцов роты, погибших в этом бою, и не упоминалось их фамилий. Этого мы не установили и из разговоров с командиром полка. Пробраться в полк было невозможно, и Егоров не советовал нам пытаться проникнуть в полк.
По приезде в Москву я доложил редактору газеты «Красная звезда» Ортенбергу обстановку, рассказал о бое роты с танками противника. Ортенберг меня спросил, сколько же людей было в роте. Я ему ответил, что состав роты, видимо, был неполный, примерно человек 30—40; я сказал также, что из этих людей двое оказались предателями… Я не знал, что готовилась передовая на эту тему, но Ортенберг меня ещё раз вызывал и спрашивал, сколько людей было в роте. Я ему ответил, что примерно 30 человек. Таким образом, и появилось количество сражавшихся 28 человек, так как из 30 двое оказались предателями. Ортенберг говорил, что о двух предателях писать нельзя, и, видимо, посоветовавшись с кем-то, решил в передовой написать только об одном предателе.

Допрошенный секретарь газеты Кривицкий показал:

При разговоре в ПУРе с т. Крапивиным он интересовался, откуда я взял слова политрука Клочкова, написанные в моём подвале: «Россия велика, а отступать некуда — позади Москва», — я ему ответил, что это выдумал я сам…
…В части же ощущений и действий 28 героев — это мой литературный домысел. Я ни с кем из раненых или оставшихся в живых гвардейцев не разговаривал. Из местного населения я говорил только с мальчиком лет 14—15, который показал могилу, где похоронен Клочков.
…В 1943 году мне из дивизии, где были и сражались 28 героев-панфиловцев, прислали грамоту о присвоении мне звания гвардейца. В дивизии я был всего три или четыре раза.

Вывод расследования прокуратуры:

Таким образом, материалами расследования установлено, что подвиг 28 гвардейцев-панфиловцев, освещённый в печати, является вымыслом корреспондента Коротеева, редактора «Красной звезды» Ортенберга и в особенности литературного секретаря газеты Кривицкого.

Повторно обстоятельствами подвига Главная военная прокуратура СССР занималась в 1988 году, по результатам чего главный военный прокурор генерал-лейтенант юстиции А. Ф. Катусев опубликовал в «Военно-историческом журнале» (1990, № 8-9) статью «Чужая слава». В ней он сделал вывод, что «массовый подвиг всей роты, всего полка, всей дивизии безответственностью не совсем добросовестных журналистов преуменьшили до масштаба мифического взвода». Этого же мнения придерживается директор Государственного архива РФ доктор исторических наук С. В. Мироненко.

## Оспаривание достоверности расследования военной прокуратуры
В защиту официальной версии выступил маршал Советского Союза Д. Т. Язов, опиравшийся, в частности, на исследование академика РАН Г. А. Куманёва «Подвиг и подлог».
В сентябре 2011 года газета «Советская Россия» опубликовала материал «Бесстыдно осмеянный подвиг», включавший письмо маршала c критикой Мироненко. Это же письмо с небольшими сокращениями опубликовала и «Комсомольская правда»:

 … Оказалось, что не все «двадцать восемь» оказались погибшими. <…> Непростой была судьба Д. А. Кужебергенова и И. Е. Добробабина, также оставшихся в живых, но по разным причинам исключённых из списка Героев и до настоящего времени не восстановленных в этом качестве, хотя их участие в бою у разъезда Дубосеково в принципе не вызывает сомнений, что убедительно доказал в своём исследовании доктор исторических наук Г. А. Куманёв, лично встречавшийся с ними. <…> К слову сказать, судьба именно этих «воскресших из мёртвых» героев-панфиловцев послужила поводом для написания в мае 1948 года письма Главного военного прокурора генерал-лейтенанта юстиции Н. П. Афанасьева секретарю ЦК ВКП(б) А. А. Жданову… Однако Андрей Александрович Жданов … сразу определил, что все материалы «расследования дела 28 панфиловцев», изложенные в письме Главного военного прокурора, подготовлены слишком топорно, выводы, что называется, «шиты белыми нитками». <…> В результате дальнейшего хода «делу» дано не было, и оно было отправлено в архив…
Д. Т. Язов и Г. А. Куманёв ссылаются на корреспондента «Красной Звезды» А. Ю. Кривицкого, который (позднее, в 1970-е годы) вспоминал о ходе расследования:

Мне было сказано, что если я откажусь от показания, что описание боя у Дубосеково полностью выдумал я и что ни с кем из тяжелораненых или оставшихся в живых панфиловцев перед публикацией статьи не разговаривал, то в скором времени окажусь на Печоре или Колыме. В такой обстановке мне пришлось сказать, что бой у Дубосеково — мой литературный вымысел.
О том, что факт боя с немецкими танками 28 панфиловцев у разъезда Дубосеково несправедливо поставлен под сомнение, отмечал также академик Ю. А. Поляков. В 2012 году и. о. зав. Научным архивом ИРИ РАН кандидат исторических наук К. С. Дроздов опубликовал документы из научного архива Института российской истории (ИРИ) РАН, включающие стенограммы бесед с панфиловцами, участниками боёв под Москвой, которые были записаны сотрудниками Комиссии по истории Великой Отечественной войны в 1942—1947 годах. На их основании он назвал выводы военной прокуратуры несостоятельными и поставил ряд вопросов:

1. Почему вдруг дело Добробабина привело следователей военной прокураторы в 1948 году к столь далеко идущим выводам о том, что подвига 28-ми, о которых к тому времени знала вся страна, вообще не было, что это сплошная легенда и выдумка?
2. Почему бывший командир 1075-го полка Капров в 1948 году показал, что никакого боя 28 панфиловцев у разъезда Дубосеково не было, хотя в январе 1942 года сам направлял документы на награждение погибших?
3. Почему не были допрошены в качестве свидетелей по этому делу оставшиеся в живых непосредственные участники боя у разъезда Дубосеково Васильев и Шемякин, которым были вручены государственные награды ещё в 1942 году? Вопрос в том — кому было это выгодно?

По предположению К. С. Дроздова, это дело носило «заказной» характер против Г. К. Жукова, который был одним из главных инициаторов награждения 28 панфиловцев. Таким образом, с помощью собранного в 1948 году компромата можно было дополнительно предъявить ему обвинение в том, что это он сам выдумал подвиг панфиловцев.
В частности, согласно исследованию писателя В. О. Осипова и свидетельствам бойцов панфиловской дивизии, утверждается, что авторство фразы «Велика Россия, а отступать некуда — позади Москва!» принадлежит именно политруку Клочкову, а не корреспонденту Кривицкому: сохранились личные письма Клочкова жене, в которых он выражал свои чувства особой ответственности за Москву, кроме того, примерно такие же призывы печатались в обращениях Панфилова и в номерах дивизионной газеты. Но сам текст писем или обращений с похожими фразами Осипов не приводит.
Кроме того, Г. А. Куманёв приводил свидетельство Г. К. Жукова о том, что когда А. А. Жданову в 1948 году доложили материалы работы «комиссии Афанасьева», Жданов пришел к выводу, что «материалы расследования сшиты белыми нитками» и комиссия «явно перегнула палку», после чего приказал сдать дело в архив.
В октябре 2016 министр культуры РФ Владимир Мединский критически отозвался о скептиках, которые ставят под сомнение «святую легенду» о 28 панфиловцах, поскольку она, по его словам, является символом подвига народа в Великой Отечественной войне, вне зависимости от исторической реальности:
Моё глубочайшее убеждение заключается в том, что даже, если бы эта история была выдумана от начала и до конца, даже, если бы не было Панфилова, даже если бы не было ничего — это святая легенда, к которой просто нельзя прикасаться. А люди, которые это делают, — мрази конченые. […] Их подвиг символичен и находится в той же череде подвигов, как 300 спартанцев